# Вступление на престол Карла III
Карл III унаследовал престол от своей матери Елизаветы II с её кончиной 8 сентября 2022 года. Через два дня, 10 сентября в 10:00, он был официально провозглашён новым королём Великобритании и других королевств Содружества на торжественной церемонии.

## Ход событий
В субботу 10 сентября 2022 года в лондонском Сент-Джеймсском дворце на торжественное заседание собрался Совет престолонаследия с целью официального провозглашения Карла III новым монархом Соединённого Королевства и иных государств Содружества. Несмотря на то, что все 700 членов Совета престолонаследия имели право присутствовать, на заседание было вызвано только 200 человек.
Перед прибытием короля Секретарь Совета зачитал Прокламацию о вступлении на престол, в которой было указано тронное имя короля — Карл III.
Прокламация была подписана королевой-консортом, принцем Уэльским, архиепископом Кентерберийским, лордом-канцлером, архиепископом Йоркским, графом — маршалом и премьер-министром.
Затем лорд-председатель Совета Пенни Мордант выступила с замечаниями по вопросам, касающимся публичных мероприятий и пушечных салютов в Гайд-парке и Лондонском Тауэре.
Король присоединился ко второй части совета, на которой присутствовали лишь тайные советники, и выступил с личным обращением по поводу смерти королевы.
Он принёс клятву сохранять независимость Шотландской церкви, которая была подтверждена подписанием двух документов, поскольку королева-консорт и принц Уэльский засвидетельствовали его подпись. По завершении церемонии тайные советники также подписали прокламацию.
Вступление Карла III на престол стало первым, которое транслировалось по телевидению, и первым, которое транслировалось в режиме онлайн.
В 11:00 21-залповый пушечный салют в Лондонском Тауэре, замке Кардифф, Эдинбургском замке, замке Корнет, Гибралтаре, а также на военно-морских базах и станциях в море ознаменовал восшествие на трон нового короля. После завершения церемонии Карл III поприветствовал толпу, собравшуюся у Букингемского дворца.
На заседании парламента его члены присягнули на верность новому королю и выразили свои соболезнования в связи со смертью покойной королевы. Большая часть парламентской деятельности была приостановлена на 10 дней. В 15:30 король провёл аудиенцию с премьер-министром Лиз Трасс и членами её кабинета.